# Nobuo Uematsu
Nobuo Uematsu (jap. 植松 伸夫 Uematsu Nobuo; ur. 21 marca 1959 w Kōchi) – japoński kompozytor muzyki do gier wideo, były pracownik Square Enix, obecnie prezes Smile Please. Były członek zespołu rocka instrumentalnego The Black Mages. Od 2011 roku współtworzy grupę Earthbound Papas.

## Życiorys
Mając 12 lat zaczął grać na pianinie, biorąc wzór z popularnego muzyka, Eltona Johna. Gdy poszedł na Uniwersytet Kanagawa, nie zdecydował się studiować na kierunku muzycznym. Po skończeniu studiów rozpoczął komponowanie muzyki do różnych reklam. Dopiero w wieku 22 lat zaczął grać na keyboardzie, który stał się jego specjalnością. Cztery lata później dołączył do dobrze zapowiadającego się wtedy Square, za namową swojego przyjaciela, Hironobu Sakaguchiego.
Komponując głównie muzykę do gier z serii Final Fantasy, Uematsu zyskał sobie ogromną popularność w kraju i za granicą. Singel „Eyes on Me” z tytułową piosenką, którą skomponował Uematsu, i którą wykonała Faye Wong, został sprzedany w ilości 400 tys. sztuk. Jego muzyka począwszy od piosenek ocierających się o rock, muzykę poważną i techno-elektroniczną, jest nazywana muzyką elektroniczną – większość z piosenek Nobuo została skomponowana z myślą o syntezatorach.
W 2003 r., z inicjatywy Nobuo Uematsu, powstał zespół rockowy The Black Mages. Zadebiutowali oni swoją pierwszą płytą zatytułowaną The Black Mages: Battle Music From Final Fantasy. Niedługo potem, pod koniec 2004 r. wydali drugą płytę, The Black Mages: The Skies Above. Grają oni aranżowane piosenki z gier Final Fantasy, przy czym sam Nobuo gra w zespole na instrumentach klawiszowych.
1 listopada 2004 r. Uematsu odszedł ze Square Enix, zakładając firmę Smile Please. Jednak nie rozstał się całkowicie ze Square. Jak sam powiedział, z chęcią pomoże w pisaniu piosenek do nowych części serii. Potwierdził on także pomoc Mistwalker, firmie założonej przez Hironobu Sakaguchiego.
Obecnie Nobuo Uematsu mieszka w Japonii ze swoją żoną, Reiko. Przez ponad dwa lata zamieszczał on kolumny Nobuo Uematsu no minna sō nano? w magazynie „Shūkan Famitsū”.

## Muzyka skomponowana na potrzeby gier
- (1985) Genesis (PC)
- (1986) King’s Knight (NES)
- (1986) Blasty (PC) (Nobuo Uematsu jako współkompozytor)
- (1986) Alpha (PC)
- (1987) ALIENS (PC)
- (1987) Rad Racer (NES)
- (1987) King’s Knight Special (PC)
- (1987) Tobidase Daisakusen (NES)
- (1987) 3D World Runner (NES)
- (1987) Apple Town Story (NES)
- (1987) Cleopatra no Mahou (NES)
- (1987) Final Fantasy I (NES)
- (1988) Nakayama Miho no Tokimeki High School (NES)
- (1988) Hanjuku Hero (NES)
- (1988) Final Fantasy II (NES)
- (1989) Final Fantasy Legend (NES)
- (1989) Square’s Tom Sawyer (Game Boy)
- (1990) Final Fantasy Legend II (NES)
- (1990) Final Fantasy III (Game Boy)
- (1991) Final Fantasy IV (SNES)
- (1992) Final Fantasy V (SNES)
- (1994) Final Fantasy VI (SNES)
- (1995) DynamiTracer
- (1996) Gun Hazard (SNES)
- (1997) Final Fantasy VII (PlayStation)
- (1999) Final Fantasy VIII (PlayStation)
- (2000) Final Fantasy IX (PlayStation)
- (2001) Final Fantasy X (PlayStation 2)
- (2002) Final Fantasy XI (PC, PlayStation 2)
- (2003) Hanjuku Hero vs. 3D (PlayStation 2)
- (2007) Lost Odyssey (Xbox 360)
- (2008) Super Smash Bros. Brawl (Wii)

## Dyskografia
- (1988) Final Fantasy: All Sounds of I and II
- (1989) Final Fantasy: Symphonic Suite
- (1990) Final Fantasy III: Legend of Eternal Wind
- (1991) Final Fantasy III (Original Sound Version)
- (1991) Final Fantasy IV (Original Sound Version)
- (1991) Final Fantasy IV: Celtic Moon
- (1992) Final Fantasy V (Original Sound Version)
- (1993) Final Fantasy V: Dear Friends
- (1994) Final Fantasy VI (Original Sound Version)
- (1994) Final Fantasy VI: Grand Finale
- (1994) Final Fantasy 1987-1994
- (1994) F.F. Mix (FINAL FANTASY Remix)
- (1994) Final Fantasy: Pray (Vocal Collection I)
- (1994) Phantasmagoria (oryginalny album by Nobuo Uematsu)
- (1995) Final Fantasy: Love Will Grow (Vocal Collection II)
- (1997) Final Fantasy VII: Advent Children (Original Soundtrack)
- (1997) Final Fantasy VII: Reunion Tracks
- (1997) Ten Plants: And Forget Tomorrow’s Dream (Kompilacja muzyki z gier, różni kompozytorzy)
- (1999) Final Fantasy VIII: Fithos Lusec Wecos  (Original Soundtrack)
- (1999) Final Fantasy VIII (Singel „Eyes on Me” autorstwa Faye Wong)
- (1999) Ten Plants 2: Tomorrow’s Weather (Kompilacja muzyki z gier, różni kompozytorzy)
- (2000) Final Fantasy IX (Original Soundtrack)
- (2000) Final Fantasy IX (końcowa utwór theme „Melodies of Life” autorstwa Emiko Shiratori)
- (2000) Final Fantasy IX (Original Soundtrack Plus)
- (2000) Final Fantasy X (theme song „Sudeki dane” autorstwa RIKKI)
- (2000) Final Fantasy X (Original Soundtrack)
- (2000) Ah! My Goddess: The Movie Original Soundtrack (Utwór tytułowy „Try to Wish” autorstwa Saori Nishihata)
- (2001) Final Fantasy X: Feel/Go Dream – Yuna & Tidus (nagrania z Mayuko Aoki and Masakazu Morita)
- (2002) Final Fantasy XI (Original Soundtrack)
- (2003) Black Mages: Battle Music from Final Fantasy
- (2003) Hanjyuku Hero vs. 3D (SP)
- (2003) Hanjyuku Hero vs. 3D (Original Soundtrack)

### Inne albumy
- The Black Mages: – Battle Music From Final Fantasy
- The Black Mages II – The Skies Above
- The Black Mages III – Darkness and Starlight

### Pozostałe kompozycje
- „Forget Me Not”
  - Utwór skomponowany dla Emiko Shiratori na potrzeby albumu zatytułowanego „Cross My Heart”.
- „Over the Fantasy”
  - Utwór skomponowany na potrzeby serialu emitowanego przez TV Tokyo zatytułowanego Final Fantasy: Unlimited, w utworze zaśpiewała Kana Ueda.
- „Try to Wish (What You Need)”
  - Kompozycja na potrzeby serialu Oh! My Goddess, w utworze zaśpiewała Saori Nishihata, całość opublikowana przez Pony Canyon.
- „Three Imagined Scenes”
  - Kompozycja z przeznaczeniem na flet i pianino, powstała na prośbę i potrzeby grającego muzykę poważną flecisty Kazunori Seo.